# Dụ Thân vương

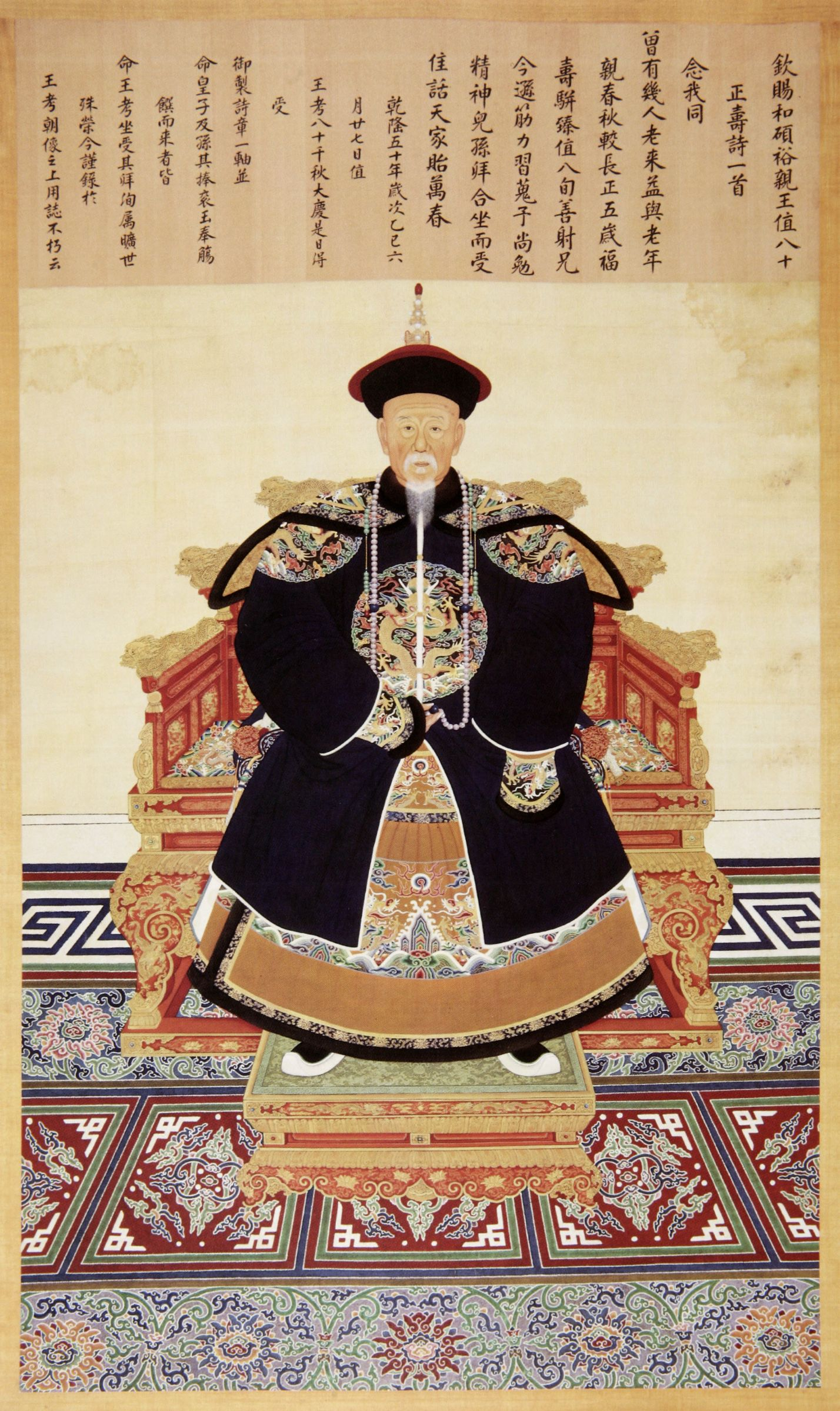
Dụ Trang Thân vương Quảng Lộc - Đại tông đời thứ 4

Hòa Thạc Dụ Thân vương (chữ Hán: 和碩裕親王, tiếng Mãn: ᡥᠣᡧᠣᡳ
ᡝᠯᡤᡳᠶᡝᠨ 
ᠴᡳᠨ ᠸᠠᠩ, Abkai: hošoi elgiyen cin wang) là tước vị Thân vương truyền đời của nhà Thanh trong lịch sử Trung Quốc.

## Khái quát
Thủy tổ của Dụ vương phủ là Phúc Toàn - Hoàng tử thứ hai của Thanh Thế Tổ Thuận Trị Hoàng đế. Năm Khang Hi thứ 6 (1667), ông được em trai là Khang Hi Đế phong cho tước vị Dụ Thân vương (裕親王). Trong số các anh em của mình, ông là người được Khang Hi Đế quý trọng nhất, hơn xa so với người em Thường Ninh, vì khi ấy, hậu duệ của Thuận Trị Đế chỉ còn lại 3 người con trai. Năm thứ 42 (1703), ông qua đời, Khang Hi Đế đích thân đến phủ đệ để cúng viếng, cho thấy tình cảm mà Khang Hi Đế dành cho ông thật sự không nhỏ. Hơn nữa, Khang Hi Đế còn cho hai người con trai của ông là Bảo Thái (保泰) và Bảo Thụ vào cung nuôi dưỡng. Ngoại trừ Hoàng tử thứ ba Huyền Diệp lên ngôi kế vị và Hoàng tử thứ năm Thường Ninh không được tín nhiệm, thì chi hệ của ông trở thành chi hệ lớn nhất trong số mạch tự của Thuận Trị Đế.
Dụ vương phủ từ khi thành lập đến khi lụi tàn, truyền được tổng cộng 12 đời, trong đó có 2 vị được truy phong, 2 vị Thân vương, 1 vị Quận vương, trở thành một trong những vương phủ không phải Thiết mạo tử vương có nhiều đời phong Vương nhất lịch sử nhà Thanh.

### Ý nghĩa phong hiệu
Phong hiệu ["Dụ"] của Phúc Toàn, Mãn văn là 「elgiyen」, ý là "Sung túc", "Dư dả". Đại khái mang ý nghĩa hy vọng tông chi này vĩnh viễn giữ được phú quý giàu sang.

### Chi hệ
Phúc Toàn có tất cả sáu con trai, trong đó con trai trưởng Xương Toàn, con trai thứ hai Chiêm Sinh, con trai thứ tư Bảo An và con trai thứ sáu Bảo Vĩnh đều mất sớm, vì vậy một mạch Dụ vương phủ chỉ còn lại hai chi hệ của con trai thứ hai Bảo Thái và con trai thứ năm Bảo Thụ. Bảo Thái và Bảo Thụ đều do Trắc Phúc tấn Qua Nhĩ Giai thị sinh ra, vì vậy lấy trưởng làm người thừa kế, tức Bảo Thái thừa kế Đại tông. Tuy nhiên, vào những năm Ung Chính, Bảo Thái vì phạm tội mà bị cách tước, con trai ông là Quảng Thiện cũng bị cách tước Thế tử, dẫn đến Đại tông được chuyển sang cho Bảo Thụ kế thừa. Ở một phương diện khác, Bảo Thái có tất cả 25 con trai, trong khi Bảo Thụ tuy chỉ có 3 con trai, nhưng lại có hơn 30 cháu nội, điều này khiến cho hai chi hậu duệ của Phúc Toàn đề có nhân khẩu cực đông đảo, đảm bảo sự phát triển trong tương lai.

### Địa vị
Dụ Hiến Thân vương Phúc Toàn là huynh trưởng của Khang Hi Đế, quan hệ với Khang Hi lại cực thân mật, hơn nữa tang nghi vượt mức bình thường của Phúc Toàn đã cho thấy địa vị đặc biệt của ông. Đến thời Thanh trung hậu kỳ, Đại tông dựa vào kế tập tước vị mà làm việc trong triều đình, trong khi đó Tiểu tông lại lần lượt dựa vào Khoa cử hay những phương thức khác mà nhập sĩ, như Thị lang Phong Liệt (丰烈), hay Thượng thư Văn Thải (文彩) đều là nhân tài kiệt xuất trong đó. Có thể nói rằng, Dụ vương phủ có kết cấu tương đối tiêu chuẩn của Vương phủ nhà Thanh, cũng là điển hình cho sự phát triển trên nhiều phương diện.

### Kỳ tịch
Sau khi Dụ vương phủ nhập kỳ, với tư cách là Viễn chi Tông thất được phân vào Tương Bạch kỳ đệ nhị tộc, cùng tộc với hậu duệ của Ba Nhã Lạt.

### Danh sĩ
Trên dưới Dụ vương phủ, ngoại trừ Đại tông, người nổi danh nhất có thể kể đến là Văn Thải (文彩).
Văn Thải là cháu nội của Đại tông đời thứ 5 Dụ Hy Quận vương Lượng Hoán, cha ông là Phụ quốc Tướng quân Hằng Lược (恒略). Với tư cách là con trai trưởng Phụ quốc Tướng quân, Văn Thải không hề tham gia "Khảo phong" mà là đem tước vị nhường cho em trai, bản thân mình thì tham gia vào Khoa cử. Vào năm Gia Khánh thứ 23 (1818), ông thi đậu Phiên dịch Cử nhân, năm sau tiếp tục đậu Phiên dịch Tiến sĩ, lần lượt đảm nhiệm Chủ sự Công bộ, Viên ngoại lang các loại chức vị, về sau tiếp tục nhậm Thương trường Thị lang, Tổng quản Nội vụ phủ Đại thần, Công bộ Thượng thư, Bộ quân Thống lĩnh, Đô thống Mông Cổ Tương Bạch kỳ, trở thành Đại thần quan trọng thời Đạo Quang - Hàm Phong. Năm Hàm Phong thứ 10 (1860), ông qua đời, được truy thụy "An Khác" (安恪).
Ngoài ra còn có một vị tương đối nổi danh với hậu thế, là một nữ hậu duệ của Dụ vương phủ, tên là Kế Thành (继诚). Bà là con gái duy nhất của Phụng ân Tướng quân Tường Hanh (祥亨), mà Tường Hành chính là con trai của Văn Trưng (文徵) - em trai thứ ba của Văn Thải, người được Văn Thải nhường cho tước vị.
Kế Thành, hiệu Thức Nhất (识一), từ nhỏ đã nhận được nền giáo dục tốt, "Tất Ngũ kinh, trường ca văn, công thư pháp". Năm 1904 cha bà qua đời, Kế Thành vẫn chưa lập gia đình, quyến định dùng toàn bộ tài sản lập ra một học đường, mở mang dân trí. Sau nhiều lần thất bại, cuối cùng đến năm 1907, bà thành công thành lập "Châm Nghi nữ học đường", là một điển phạm cho nữ học thời Vãn Thanh. Ngoài ra, bà còn ủng hộ phụ nữ tham chính. Ngày 20 tháng 10 năm 1912, "Nữ tử tham chính Đồng minh hội" được thành lập ở Bắc Kinh, Kế Thành đảm nhiệm chức vụ trợ lý. Năm 1916 vì vất vả lâu ngày thành bệnh, Kế Thành qua đời. Cả đời chưa từng kết hôn, trước khi lâm chung, bà đem toàn bộ tài sản mình sở hữu quyên góp cho học đường ban đầu đã mở. Học đường này về sau cũng được giữ lại, đến năm 1928 thì mở rộng nhận cả nam và nữ, năm 1952 thì chuyển thành sở hữu của nhà nước, năm 1965 đổi tên thành trưởng tiểu học Dục Phương.

## Dụ Thân vương
Thứ tự thừa kế Dụ vương phủ. Số năm lần lượt là năm sinh, năm thừa tước, năm mất; in đậm là khoảng thời gian thụ tước:
1. Dụ Hiến Thân vương Phúc Toàn (福全)
1653 - 1667 - 1703
2. Dĩ cách Dụ Thân vương Bảo Thái (保泰)
1682 - 1703 - 1724 - 1730
Truy phong Điệu Thân vương Bảo Thụ (保綬)
1684 - 1706
3. Dĩ cách Dụ Thân vương Quảng Ninh (廣寧)
1705 - 1724 - 1726 - 1739
4. Dụ Trang Thân vương Quảng Lộc (廣祿)
1706 - 1726 - 1785
5. Dụ Hy Quận vương Lượng Hoán (亮煥)
1740 - 1785 - 1808
Truy phong Bối lặc Hằng Tồn (恆存)
1762 - 1796
6. Bối lặc Văn Hòa (文和)
1781 - 1808 - 1815
7. Bối tử Tường Đoan (祥端)
1799 - 1816 - 1836
8. Phụng ân Trấn quốc công Kế Thiện (繼善)
1829 - 1836 - 1861
9. Phụng ân Trấn quốc công Vinh Dục (榮毓)
1846 - 1861 - 1897
10. Phụng ân Trấn quốc công Khôi Chương (魁璋)
1894 - 1898 - ?

### Bảo Thái chi hệ
- 1702 - 1703: Dụ Thân vương Thế tử Bảo Thái (保泰) - con trai thứ ba của Phúc Toàn. Năm 1703 tập tước Dụ Thân vương (裕親王).

#### Quảng Thiện chi hệ
- 1722 - 1728: Dĩ cách Phụng ân Trấn quốc công Quảng Thiện (廣善) - con trai trưởng của Bảo Thái. Sơ phong Thế tử (世子), năm 1724 bị cách tước, cùng năm được phục phong, năm 1728 bị cách tước.

#### Quảng Hoa chi hệ
- 1724: Dĩ cách Phụng ân Phụ quốc công Quảng Hoa (廣華) - con trai thứ ba của Bảo Thái. Năm 1724 bị cách tước.

### Bảo Thụ chi hệ
- ? - 1706: Phụng ân Phụ quốc công Bảo Thụ (保綬) - con trai thứ năm của Phúc Toàn. Năm 1725 truy phong Điệu Thân vương (悼親王).

### Lượng Cảnh chi hệ
- 1749 - 1752: Tam đẳng Trấn quốc Tướng quân Lượng Cảnh (亮景) - con trai thứ ba của Quảng Lộc.
- 1753 - 1754: Phụ quốc Tướng quân Hằng Quốc (恆國) - con trai thứ ba của Lượng Cảnh. Vô tự.

### Lượng Trí chi hệ
- 1756 - 1773: Dĩ cách Nhất đẳng Phụ quốc Tướng quân Lượng Trí (亮智) - con trai thứ bảy của Quảng Lộc. Năm 1773 bị cách tước.

### Lượng Thanh chi hệ
- 1770 - 1776: Nhị đẳng Phụ quốc Tướng quân Lượng Thanh (亮清) - con trai thứ tám của Quảng Lộc.
- 1776 - 1809: Nhị đẳng Phụng quốc Tướng quân Hằng Duy (恆維) - con trai trưởng của Lượng Thanh.

#### Văn Ngạn chi hệ
- 1805 - 1828: Phụng ân Tướng quân Văn Ngạn (文彥) - con trai trưởng của Hằng Duy.
- 1829 - 1875: Phụng ân Tướng quân Tường Lai (祥來) - con trai trưởng của Văn Ngạn.
- 1876 - 1902: Phụng ân Tướng quân Xuân Vinh (春榮) - con trai thứ hai của Tường Lai.

#### Văn Hô chi hệ
- 1816 - 1862: Phụng ân Tướng quân Văn Hô (文瑚) - con trai thứ ba của Hằng Duy.

### Lượng Trụ chi hệ
- 1767 - 1788: Tam đẳng Phụng quốc Tướng quân Lượng Trụ (亮柱) - con trai thứ mười một của Quảng Lộc.
- 1788 - 1799: Phụng ân Tướng quân Hằng Bích (恆璧) - con trai trưởng của Lượng Trụ.

### Lượng Hoán chi hệ
- 1767 - 1786: Tam đẳng Phụ quốc Tướng quân Lượng Hoán (亮煥) - con trai thứ mười hai của Quảng Lộc. Năm 1786 tập tước Dụ Quận vương (裕郡王).

#### Hằng Tồn chi hệ
- 1789 - 1796: Tam đẳng Phụng quốc Tướng quân Hằng Tồn (恆存) - con trai thứ hai của Lượng Hoán. Năm 1808 được truy phong Bối lặc (貝勒).
- 1797 - 1808: Phụng ân Tướng quân Văn Hòa (文和) - con trai trưởng của Hằng Tồn. Năm 1808 tập tước Bối lặc (貝勒).

#### Văn Kiệt chi hệ
- 1802 - 1834: Phụng ân Tướng quân Văn Kiệt (文傑) - con trai thứ hai của Hằng Tồn.
- 1835 - 1837: Phụng ân Tướng quân Tường Thụy (祥瑞) - con trai thứ ba của Văn Kiệt.

### Lượng Khôi chi hệ
- 1762 - 1816: Tam đẳng Trấn quốc Tướng quân Lượng Khôi (亮魁) - con trai thứ mười ba của Quảng Lộc. Năm 1816 thoái tước.
- 1817 - 1820: Tam đẳng Phụ quốc Tướng quân Văn Khiêm (文謙) - con trai trưởng của Hằng Cầm (恆持) - con trai thứ hai của Lượng Khôi.
- 1820 - 1821: Phụng quốc Tướng quân Tường Thiện (祥善) - con trai trưởng của Văn Khiêm. Vô tự.

#### Hằng Cầm chi hệ
- 1790 - 1807: Tam đẳng Phụng quốc Tướng quân Hằng Cầm (恆持) - con trai thứ hai của Lượng Khôi. Năm 1807 thoái tước.
- 1817: Phụng ân Tướng quân Văn Khiêm (文謙) - con trai trưởng của Hằng Cầm. Cùng năm tập tước Tam đẳng Phụ quốc Tướng quân (三等輔國將軍).

### Lượng Khánh chi hệ
- 1762 - 1787: Tam đẳng Trấn quốc Tướng quân Lượng Khánh (亮慶) - con trai thứ mười bốn của Quảng Lộc.
- 1788 - 1809: Tam đẳng Phụ quốc Tướng quân Hằng Đa (恆多) - con trai trưởng của Lượng Khánh.

### Lượng Viễn chi hệ
- 1770 - 1808: Nhị đẳng Phụ quốc Tướng quân Lượng Viễn (亮遠) - con trai thứ mười bảy của Quảng Lộc.
- 1808 - 1810: Phụng quốc Tướng quân Hằng Quý (恆貴) - con trai trưởng của Lượng Viễn. Vô tự.

### Lượng Hồ chi hệ
- 1775 - 1797: Nhị đẳng Trấn quốc Tướng quân Lượng Hồ (亮瑚) - con trai thứ mười tám của Quảng Lộc.

### Lượng Thông chi hệ
- 1784 - 1797: Nhị đẳng Trấn quốc Tướng quân Lượng Thông (亮聰) - con trai thứ hai mươi mốt của Quảng Lộc.
- 1797 - 1862: Nhị đẳng Phụ quốc Tướng quân Hằng Hàn (恆翰) - con trai trưởng của Lượng Thông.
- 1863 - 1902: Nhị đẳng Phụng quốc Tướng quân Văn Sơ (文初) - con trai thứ tư của Hằng Hàn. Vô tự.

### Hằng Lược chi hệ
- 1799 - 1807: Nhất đẳng Phụ quốc Tướng quân Hằng Lược (恆略) - con trai thứ tư của Lượng Hoán.
- 1807 - 1841: Nhất đẳng Phụng quốc Tướng quân Văn Trưng (文徵) - con trai thứ ba của Hằng Lược.
- 1841 - 1881: Phụng ân Tướng quân Tường Đăng (祥登) - con trai trưởng của Văn Trưng. Năm 1881 thoái tước.
- 1881 - 1891: Phụng ân Tướng quân Kế Phượng (繼鳳) - con trai thứ hai của Tường Đăng.
- 1891 - ?: Phụng ân Tướng quân Vinh Xương (榮昌) - con trai trưởng của Kế Phượng.

#### Tường Hàn chi hệ
- 1850 - 1892: Phụng ân Tướng quân Tường Hàn (祥翰) - con trai thứ hai của Văn Trưng.
- 1892 - 1916: Phụng ân Tướng quân Vinh Triệu (榮兆) - con trai trưởng của Kế Lân (繼麟) - con trai trưởng của Tường Hàn.
- ?: Phụng ân Tướng quân Khôi Hậu (魁厚) - con trai trưởng của Vinh Triệu.

#### Tường Hanh chi hệ
- 1850 - 1904: Phụng ân Tướng quân Tường Hanh (祥亨) - con trai thứ ba của Văn Trưng. Vô tự.

### Hằng Tấn chi hệ
- 1802 - 1846: Tam đẳng Trấn quốc Tướng quân Hằng Tấn (恆晉) - con trai thứ năm của Lượng Hoán.

#### Văn Nghĩa chi hệ
- 1833 - 1858: Tam đẳng Phụ quốc Tướng quân Văn Nghĩa (文義) - con trai thứ bảy của Hằng Tấn. Vô tự.

### Hằng Tân chi hệ
- 1810 - 1838: Phụng quốc Tướng quân Hằng Tân (恆津) - con trai thứ bảy của Lượng Hoán.
- 1838 - 1869: Phụng quốc Tướng quân Văn Tích (文錫) - con trai trưởng của Hằng Tân. Vô tự.

## Phả hệ Dụ Thân vương
|                                                          |                                                          | Quá kế                                                   |                                                          |                                                          |                                                          |  |  |                                                            |                                                            |                                                            |                                                            |                                                            |                                                            |  |  |                                                  |                                                  |                                                  |                                                  |                                                  |                                                  |  |  |  |  |  |  |  |  |  |  |  |  |  |  |  |  |  |  |  |  |
|                                                          |                                                          |                                                          |                                                          |                                                          |                                                          |  |  | Dụ Hiến Thân vương Phúc Toàn 1653 - 1667 - 1703            |                                                            |                                                            |                                                            |                                                            |                                                            |  |  |                                                  |                                                  |                                                  |                                                  |                                                  |                                                  |  |  |  |  |  |  |  |  |  |  |  |  |  |  |  |  |  |  |  |  |
|                                                          |                                                          |                                                          |                                                          |                                                          |                                                          |  |  |                                                            |                                                            |                                                            |                                                            |                                                            |                                                            |  |  |                                                  |                                                  |                                                  |                                                  |                                                  |                                                  |  |  |  |  |  |  |  |  |  |  |  |  |  |  |  |  |  |  |  |  |
|                                                          |                                                          |                                                          |                                                          |                                                          |                                                          |  |  |                                                            |                                                            |                                                            |                                                            |                                                            |                                                            |  |  |                                                  |                                                  |                                                  |                                                  |                                                  |                                                  |  |  |  |  |  |  |  |  |  |  |  |  |  |  |  |  |  |  |  |  |
| Dĩ cách Dụ Thân vương Bảo Thái 1682 - 1703 - 1724 - 1730 | Dĩ cách Dụ Thân vương Bảo Thái 1682 - 1703 - 1724 - 1730 | Dĩ cách Dụ Thân vương Bảo Thái 1682 - 1703 - 1724 - 1730 | Dĩ cách Dụ Thân vương Bảo Thái 1682 - 1703 - 1724 - 1730 | Dĩ cách Dụ Thân vương Bảo Thái 1682 - 1703 - 1724 - 1730 | Dĩ cách Dụ Thân vương Bảo Thái 1682 - 1703 - 1724 - 1730 |  |  | Truy phong Điệu Thân vương Bảo Thụ 1684 - 1706             | Truy phong Điệu Thân vương Bảo Thụ 1684 - 1706             | Truy phong Điệu Thân vương Bảo Thụ 1684 - 1706             | Truy phong Điệu Thân vương Bảo Thụ 1684 - 1706             | Truy phong Điệu Thân vương Bảo Thụ 1684 - 1706             | Truy phong Điệu Thân vương Bảo Thụ 1684 - 1706             |  |  |                                                  |                                                  |                                                  |                                                  |                                                  |                                                  |  |  |  |  |  |  |  |  |  |  |  |  |  |  |  |  |  |  |  |  |
| Dĩ cách Dụ Thân vương Bảo Thái 1682 - 1703 - 1724 - 1730 | Dĩ cách Dụ Thân vương Bảo Thái 1682 - 1703 - 1724 - 1730 | Dĩ cách Dụ Thân vương Bảo Thái 1682 - 1703 - 1724 - 1730 | Dĩ cách Dụ Thân vương Bảo Thái 1682 - 1703 - 1724 - 1730 | Dĩ cách Dụ Thân vương Bảo Thái 1682 - 1703 - 1724 - 1730 | Dĩ cách Dụ Thân vương Bảo Thái 1682 - 1703 - 1724 - 1730 |  |  | Truy phong Điệu Thân vương Bảo Thụ 1684 - 1706             | Truy phong Điệu Thân vương Bảo Thụ 1684 - 1706             | Truy phong Điệu Thân vương Bảo Thụ 1684 - 1706             | Truy phong Điệu Thân vương Bảo Thụ 1684 - 1706             | Truy phong Điệu Thân vương Bảo Thụ 1684 - 1706             | Truy phong Điệu Thân vương Bảo Thụ 1684 - 1706             |  |  |                                                  |                                                  |                                                  |                                                  |                                                  |                                                  |  |  |  |  |  |  |  |  |  |  |  |  |  |  |  |  |  |  |  |  |
|                                                          |                                                          |                                                          |                                                          |                                                          |                                                          |  |  |                                                            |                                                            |                                                            |                                                            |                                                            |                                                            |  |  |                                                  |                                                  |                                                  |                                                  |                                                  |                                                  |  |  |  |  |  |  |  |  |  |  |  |  |  |  |  |  |  |  |  |  |
| Dĩ cách Thế tử Quảng Thiện 1697 - 1722 - 1724 - 1745     | Dĩ cách Thế tử Quảng Thiện 1697 - 1722 - 1724 - 1745     | Dĩ cách Thế tử Quảng Thiện 1697 - 1722 - 1724 - 1745     | Dĩ cách Thế tử Quảng Thiện 1697 - 1722 - 1724 - 1745     | Dĩ cách Thế tử Quảng Thiện 1697 - 1722 - 1724 - 1745     | Dĩ cách Thế tử Quảng Thiện 1697 - 1722 - 1724 - 1745     |  |  | Dĩ cách Dụ Thân vương Quảng Ninh 1705 - 1724 - 1726 - 1739 | Dĩ cách Dụ Thân vương Quảng Ninh 1705 - 1724 - 1726 - 1739 | Dĩ cách Dụ Thân vương Quảng Ninh 1705 - 1724 - 1726 - 1739 | Dĩ cách Dụ Thân vương Quảng Ninh 1705 - 1724 - 1726 - 1739 | Dĩ cách Dụ Thân vương Quảng Ninh 1705 - 1724 - 1726 - 1739 | Dĩ cách Dụ Thân vương Quảng Ninh 1705 - 1724 - 1726 - 1739 |  |  | Dụ Trang Thân vương Quảng Lộc 1706 - 1726 - 1785 | Dụ Trang Thân vương Quảng Lộc 1706 - 1726 - 1785 | Dụ Trang Thân vương Quảng Lộc 1706 - 1726 - 1785 | Dụ Trang Thân vương Quảng Lộc 1706 - 1726 - 1785 | Dụ Trang Thân vương Quảng Lộc 1706 - 1726 - 1785 | Dụ Trang Thân vương Quảng Lộc 1706 - 1726 - 1785 |  |  |  |  |  |  |  |  |  |  |  |  |  |  |  |  |  |  |  |  |
| Dĩ cách Thế tử Quảng Thiện 1697 - 1722 - 1724 - 1745     | Dĩ cách Thế tử Quảng Thiện 1697 - 1722 - 1724 - 1745     | Dĩ cách Thế tử Quảng Thiện 1697 - 1722 - 1724 - 1745     | Dĩ cách Thế tử Quảng Thiện 1697 - 1722 - 1724 - 1745     | Dĩ cách Thế tử Quảng Thiện 1697 - 1722 - 1724 - 1745     | Dĩ cách Thế tử Quảng Thiện 1697 - 1722 - 1724 - 1745     |  |  | Dĩ cách Dụ Thân vương Quảng Ninh 1705 - 1724 - 1726 - 1739 | Dĩ cách Dụ Thân vương Quảng Ninh 1705 - 1724 - 1726 - 1739 | Dĩ cách Dụ Thân vương Quảng Ninh 1705 - 1724 - 1726 - 1739 | Dĩ cách Dụ Thân vương Quảng Ninh 1705 - 1724 - 1726 - 1739 | Dĩ cách Dụ Thân vương Quảng Ninh 1705 - 1724 - 1726 - 1739 | Dĩ cách Dụ Thân vương Quảng Ninh 1705 - 1724 - 1726 - 1739 |  |  | Dụ Trang Thân vương Quảng Lộc 1706 - 1726 - 1785 | Dụ Trang Thân vương Quảng Lộc 1706 - 1726 - 1785 | Dụ Trang Thân vương Quảng Lộc 1706 - 1726 - 1785 | Dụ Trang Thân vương Quảng Lộc 1706 - 1726 - 1785 | Dụ Trang Thân vương Quảng Lộc 1706 - 1726 - 1785 | Dụ Trang Thân vương Quảng Lộc 1706 - 1726 - 1785 |  |  |  |  |  |  |  |  |  |  |  |  |  |  |  |  |  |  |  |  |
|                                                          |                                                          |                                                          |                                                          |                                                          |                                                          |  |  |                                                            |                                                            |                                                            |                                                            |                                                            |                                                            |  |  |                                                  |                                                  |                                                  |                                                  |                                                  |                                                  |  |  |  |  |  |  |  |  |  |  |  |  |  |  |  |  |  |  |  |  |
|                                                          |                                                          |                                                          |                                                          |                                                          |                                                          |  |  | Dụ Hy Quận vương Lượng Hoán 1740 - 1786 - 1808             |                                                            |                                                            |                                                            |                                                            |                                                            |  |  |                                                  |                                                  |                                                  |                                                  |                                                  |                                                  |  |  |  |  |  |  |  |  |  |  |  |  |  |  |  |  |  |  |  |  |
|                                                          |                                                          |                                                          |                                                          |                                                          |                                                          |  |  |                                                            |                                                            |                                                            |                                                            |                                                            |                                                            |  |  |                                                  |                                                  |                                                  |                                                  |                                                  |                                                  |  |  |  |  |  |  |  |  |  |  |  |  |  |  |  |  |  |  |  |  |
|                                                          |                                                          |                                                          |                                                          |                                                          |                                                          |  |  | Truy phong Bối lặc Hằng Tồn 1762 - 1796                    |                                                            |                                                            |                                                            |                                                            |                                                            |  |  |                                                  |                                                  |                                                  |                                                  |                                                  |                                                  |  |  |  |  |  |  |  |  |  |  |  |  |  |  |  |  |  |  |  |  |
|                                                          |                                                          |                                                          |                                                          |                                                          |                                                          |  |  |                                                            |                                                            |                                                            |                                                            |                                                            |                                                            |  |  |                                                  |                                                  |                                                  |                                                  |                                                  |                                                  |  |  |  |  |  |  |  |  |  |  |  |  |  |  |  |  |  |  |  |  |
|                                                          |                                                          |                                                          |                                                          |                                                          |                                                          |  |  |                                                            |                                                            |                                                            |                                                            |                                                            |                                                            |  |  |                                                  |                                                  |                                                  |                                                  |                                                  |                                                  |  |  |  |  |  |  |  |  |  |  |  |  |  |  |  |  |  |  |  |  |
| Bối lặc Văn Hòa 1781 - 1808 - 1815                       | Bối lặc Văn Hòa 1781 - 1808 - 1815                       | Bối lặc Văn Hòa 1781 - 1808 - 1815                       | Bối lặc Văn Hòa 1781 - 1808 - 1815                       | Bối lặc Văn Hòa 1781 - 1808 - 1815                       | Bối lặc Văn Hòa 1781 - 1808 - 1815                       |  |  |                                                            |                                                            |                                                            |                                                            |                                                            |                                                            |  |  | Phụng ân Tướng quân Văn Kiệt 1783 - 1834         | Phụng ân Tướng quân Văn Kiệt 1783 - 1834         | Phụng ân Tướng quân Văn Kiệt 1783 - 1834         | Phụng ân Tướng quân Văn Kiệt 1783 - 1834         | Phụng ân Tướng quân Văn Kiệt 1783 - 1834         | Phụng ân Tướng quân Văn Kiệt 1783 - 1834         |  |  |  |  |  |  |  |  |  |  |  |  |  |  |  |  |  |  |  |  |
| Bối lặc Văn Hòa 1781 - 1808 - 1815                       | Bối lặc Văn Hòa 1781 - 1808 - 1815                       | Bối lặc Văn Hòa 1781 - 1808 - 1815                       | Bối lặc Văn Hòa 1781 - 1808 - 1815                       | Bối lặc Văn Hòa 1781 - 1808 - 1815                       | Bối lặc Văn Hòa 1781 - 1808 - 1815                       |  |  |                                                            |                                                            |                                                            |                                                            |                                                            |                                                            |  |  | Phụng ân Tướng quân Văn Kiệt 1783 - 1834         | Phụng ân Tướng quân Văn Kiệt 1783 - 1834         | Phụng ân Tướng quân Văn Kiệt 1783 - 1834         | Phụng ân Tướng quân Văn Kiệt 1783 - 1834         | Phụng ân Tướng quân Văn Kiệt 1783 - 1834         | Phụng ân Tướng quân Văn Kiệt 1783 - 1834         |  |  |  |  |  |  |  |  |  |  |  |  |  |  |  |  |  |  |  |  |
| Phụng ân Trấn quốc công Tường Đoan 1799 - 1816 - 1836    | Phụng ân Trấn quốc công Tường Đoan 1799 - 1816 - 1836    | Phụng ân Trấn quốc công Tường Đoan 1799 - 1816 - 1836    | Phụng ân Trấn quốc công Tường Đoan 1799 - 1816 - 1836    | Phụng ân Trấn quốc công Tường Đoan 1799 - 1816 - 1836    | Phụng ân Trấn quốc công Tường Đoan 1799 - 1816 - 1836    |  |  |                                                            |                                                            |                                                            |                                                            |                                                            |                                                            |  |  | Phụng ân Tướng quân Tường Thụy 1807 - 1837       | Phụng ân Tướng quân Tường Thụy 1807 - 1837       | Phụng ân Tướng quân Tường Thụy 1807 - 1837       | Phụng ân Tướng quân Tường Thụy 1807 - 1837       | Phụng ân Tướng quân Tường Thụy 1807 - 1837       | Phụng ân Tướng quân Tường Thụy 1807 - 1837       |  |  |  |  |  |  |  |  |  |  |  |  |  |  |  |  |  |  |  |  |
| Phụng ân Trấn quốc công Tường Đoan 1799 - 1816 - 1836    | Phụng ân Trấn quốc công Tường Đoan 1799 - 1816 - 1836    | Phụng ân Trấn quốc công Tường Đoan 1799 - 1816 - 1836    | Phụng ân Trấn quốc công Tường Đoan 1799 - 1816 - 1836    | Phụng ân Trấn quốc công Tường Đoan 1799 - 1816 - 1836    | Phụng ân Trấn quốc công Tường Đoan 1799 - 1816 - 1836    |  |  |                                                            |                                                            |                                                            |                                                            |                                                            |                                                            |  |  | Phụng ân Tướng quân Tường Thụy 1807 - 1837       | Phụng ân Tướng quân Tường Thụy 1807 - 1837       | Phụng ân Tướng quân Tường Thụy 1807 - 1837       | Phụng ân Tướng quân Tường Thụy 1807 - 1837       | Phụng ân Tướng quân Tường Thụy 1807 - 1837       | Phụng ân Tướng quân Tường Thụy 1807 - 1837       |  |  |  |  |  |  |  |  |  |  |  |  |  |  |  |  |  |  |  |  |
|                                                          |                                                          |                                                          |                                                          |                                                          |                                                          |  |  |                                                            |                                                            |                                                            |                                                            |                                                            |                                                            |  |  |                                                  |                                                  |                                                  |                                                  |                                                  |                                                  |  |  |  |  |  |  |  |  |  |  |  |  |  |  |  |  |  |  |  |  |
|                                                          |                                                          |                                                          |                                                          |                                                          |                                                          |  |  | Phụng ân Trấn quốc công Kế Thiện 1829 - 1836 - 1861        |                                                            |                                                            |                                                            |                                                            |                                                            |  |  |                                                  |                                                  |                                                  |                                                  |                                                  |                                                  |  |  |  |  |  |  |  |  |  |  |  |  |  |  |  |  |  |  |  |  |
|                                                          |                                                          |                                                          |                                                          |                                                          |                                                          |  |  |                                                            |                                                            |                                                            |                                                            |                                                            |                                                            |  |  |                                                  |                                                  |                                                  |                                                  |                                                  |                                                  |  |  |  |  |  |  |  |  |  |  |  |  |  |  |  |  |  |  |  |  |
|                                                          |                                                          |                                                          |                                                          |                                                          |                                                          |  |  | Phụng ân Trấn quốc công Vinh Dục 1846 - 1861 - 1897        |                                                            |                                                            |                                                            |                                                            |                                                            |  |  |                                                  |                                                  |                                                  |                                                  |                                                  |                                                  |  |  |  |  |  |  |  |  |  |  |  |  |  |  |  |  |  |  |  |  |
|                                                          |                                                          |                                                          |                                                          |                                                          |                                                          |  |  |                                                            |                                                            |                                                            |                                                            |                                                            |                                                            |  |  |                                                  |                                                  |                                                  |                                                  |                                                  |                                                  |  |  |  |  |  |  |  |  |  |  |  |  |  |  |  |  |  |  |  |  |
|                                                          |                                                          |                                                          |                                                          |                                                          |                                                          |  |  | Phụng ân Trấn quốc công Khôi Chương 1894 - 1898 - ?        |                                                            |                                                            |                                                            |                                                            |                                                            |  |  |                                                  |                                                  |                                                  |                                                  |                                                  |                                                  |  |  |  |  |  |  |  |  |  |  |  |  |  |  |  |  |  |  |  |  |
|                                                          |                                                          |                                                          |                                                          |                                                          |                                                          |  |  |                                                            |                                                            |                                                            |                                                            |                                                            |                                                            |  |  |                                                  |                                                  |                                                  |                                                  |                                                  |                                                  |  |  |  |  |  |  |  |  |  |  |  |  |  |  |  |  |  |  |  |  |
|                                                          |                                                          |                                                          |                                                          |                                                          |                                                          |  |  | Nhạc Lệ 1913 - 1935                                        |                                                            |                                                            |                                                            |                                                            |                                                            |  |  |                                                  |                                                  |                                                  |                                                  |                                                  |                                                  |  |  |  |  |  |  |  |  |  |  |  |  |  |  |  |  |  |  |  |  |
|                                                          |                                                          |                                                          |                                                          |                                                          |                                                          |  |  |                                                            |                                                            |                                                            |                                                            |                                                            |                                                            |  |  |                                                  |                                                  |                                                  |                                                  |                                                  |                                                  |  |  |  |  |  |  |  |  |  |  |  |  |  |  |  |  |  |  |  |  |
|                                                          |                                                          |                                                          |                                                          |                                                          |                                                          |  |  | Đạt Thanh 1932 - ?                                         |                                                            |                                                            |                                                            |                                                            |                                                            |  |  |                                                  |                                                  |                                                  |                                                  |                                                  |                                                  |  |  |  |  |  |  |  |  |  |  |  |  |  |  |  |  |  |  |  |  |